# Карлова, Лариса Александровна
Лари́са Алекса́ндровна Ка́рлова (род. 7 августа 1958 года, Киев, Украинская ССР, СССР) — советская гандболистка, двукратная олимпийская чемпионка (1976 и 1980), Заслуженный мастер спорта СССР (1980). Самая юная олимпийская чемпионка в истории гандбола (17 лет и 348 дней).

## Биография
Окончила Киевский институт народного хозяйства. Первый тренер — Леонид Борисович Коган (ДЮСШ), в дальнейшем тренировалась под руководством Игоря Турчина в республиканской школе-интернате спортивного профиля. Являлась одной из лучших гандболистов страны и мира в составе киевского «Спартака» и сборной СССР. Внимание Турчина привлекла после того, как сыграла за команду юниорской сборной УССР, ведомой тренером Астаховым, против сборной СССР Турчина. Позже участвовала в игре за сборную ДЮСШ Когана против команды Астахова, которая завершилась победой команды ДЮСШ со счётом 15:13, а сама Лариса забросила 13 мячей.
В составе сборной — двукратная чемпионка Олимпийских игр, двукратная чемпионка мира. В составе клуба — 13-кратная чемпионка СССР и 6-кратная чемпионка Кубка Европейских чемпионов.
После катастрофы на Чернобыльской АЭС Лариса решила перевезти своего сына в экологически чистую зону и стала игроком «Будучности» из югославской Подгорицы, где играла Наталья Цыганкова. После матча Кубка чемпионов против итальянского «Кассано» стала игроком итальянской команды, в составе которой боролась против конкурентов, в том числе и ведомых Светланой Китич. Карьеру завершила в возрасте 38 лет.
Замужем, супруг — Олег Чоловский. Сын — Кирилл (род. 11 апреля 1988). Через два года после завершения карьеры Лариса пережила смерть родителей, но нашла в себе силы продолжить работу, став детским тренером. Работала в Италии, но отказалась возглавлять юниорскую сборную Италии. В своё время была делегатом съезда ВЛКСМ.

## Стиль игры
Лариса отличалась достаточно хорошими физическими данными (отец — спортсмен), хорошо бегала и прыгала, однако её бросок изначально был слабым, вследствие чего она играла изначально на позиции вратаря. После упорных тренировок стала играть на фланге. На тренировках у Турчина сумела увеличить свой показатель силы, измеряемый динамометром, в 4 раза, хотя уступала по силе Татьяне Кочергиной.

## Достижения
- Олимпийская чемпионка — 1976 (Монреаль), 1980 (Москва)
- Бронзовый призёр олимпийских игр в Сеуле 1988 года
- чемпионка мира 1982, 1986.
- Серебряный призёр чемпионата мира 1978 года.
- Обладатель Кубка Европейских чемпионов 1977, 1979, 1981, 1985, 1986, 1987.
- 13-кратная чемпионка СССР — подряд с 1975 по 1987 годы.
- Победительница Спартакиады народов СССР 1979, 1983 годов.